# Douglas Tilden

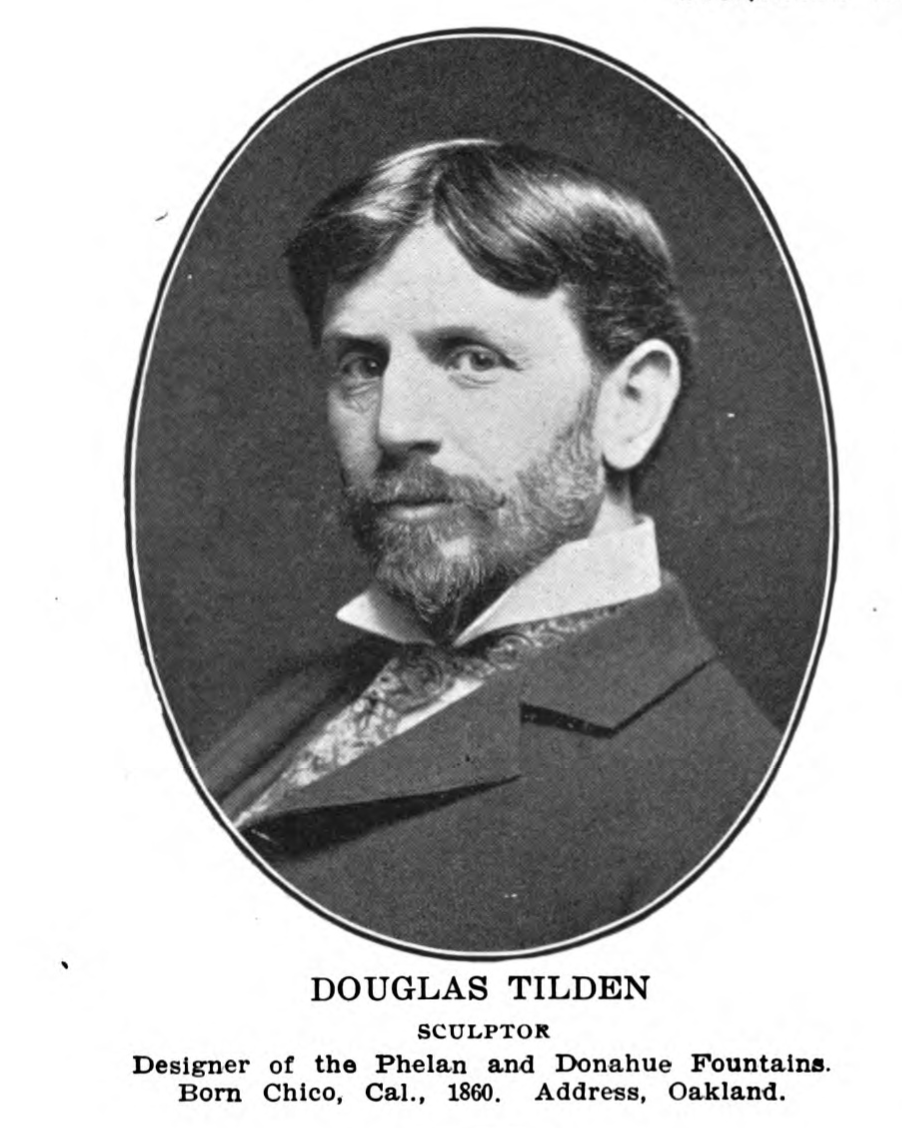
Douglas Tilden, 1901

Douglas Tilden (* 1. Mai 1860 in Chico, Kalifornien; † 5. August 1935 in Berkeley, Kalifornien) war ein US-amerikanischer Bildhauer, der durch seine monumentalen Skulpturen im öffentlichen Raum von San Francisco bekannt wurde. Seine Werke, die häufig sportliche Motive mit nackten männlichen Figuren zeigten, wurden später auch in der LGBTQ+-Gemeinschaft als Ausdruck von männlicher Intimität und Zusammenhalt im Sport interpretiert.

## Leben
Douglas Tilden wurde im Alter von vier Jahren durch eine Scharlachinfektion unheilbar taub. Er absolvierte 1879 das Institut für Taubstumme und Blinde in Berkeley, wo er in den folgenden acht Jahren als Lehrer tätig war. Das Interesse des Künstlers an der Bildhauerei entwickelte sich erst in seinen frühen Zwanzigern, aber sein unmittelbares Talent für anmutige Kompositionen ermöglichte ihm bald Studienaufenthalte in New York City und Paris. Dreizehn Monate, von denen er fünf als Schüler des ebenfalls taubstummen Paul-François Choppin verbrachte, waren Tildens einzige formale Ausbildung in Bildhauerei. Danach verbrachte er sieben Jahre in Paris, wo er Museen und Galerien besuchte und die Skulpturen von Auguste Rodin bewunderte. Tildens berühmte Skulptur The Tired Boxer (Der müde Boxer) wurde 1890 auf dem Pariser Salon ausgestellt und erhielt eine lobende Erwähnung, die höchste Auszeichnung, die damals an einen amerikanischen Bildhauer vergeben wurde. Douglas Tilden wird oft als „Vater der Bildhauerei in San Francisco“ bezeichnet, da er zahlreiche öffentliche Skulpturen schuf.

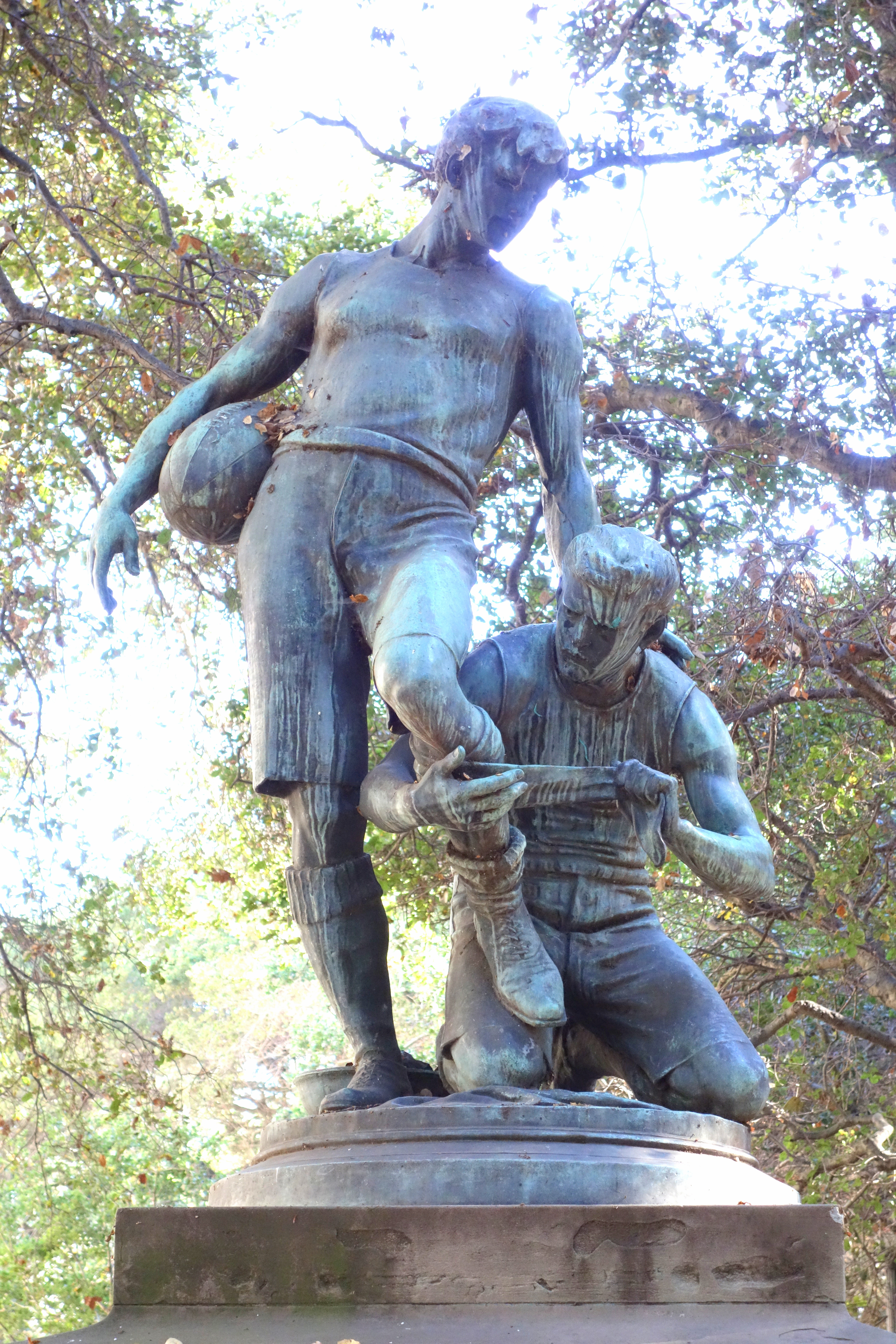
The Football Players von Douglas Tilden. University of California, Berkeley, California, USA

Am 6. Juni 1896 heiratete Tilden Elizabeth „Bessie“ Cole, eine seiner ehemaligen Schülerin nen, die ebenfalls gehörlos war. Obwohl aus dieser Ehe zwei Kinder hervorgingen, ein Sohn, Lee, und eine Tochter, Gladys, war sie nicht glücklich. Im Laufe der Jahre litt Frau Tilden unter „melancholischen Anfällen“, die unter anderem die Beziehung stark belasteten. Sie trennten sich, und Frau Tilden, die jahrelang ihre Immobilien verwaltet hatte, vermietete ihr Atelier an eine Theatergruppe, so dass Tilden gezwungen war, in einem Schuppen zu arbeiten. Als die beiden sich immer mehr entfremdeten, schrieb Tildens Anwalt: „Darüber hinaus hat die Ehefrau (Bessie) Kenntnis von persönlichen Indiskretionen im persönlichen Verhalten von Herrn Tilden, die ihn jeder Fähigkeit berauben würden, vor Gericht zu stehen, wie wir sagen, ‚mit sauberen Händen‘. Herr Tilden behauptet, Frau Tilden sei indiskret gewesen.“ Die Ehe wurde 1926 geschieden.
Viele sehen in seinen Werken eine gewisse Homoerotik, weil sie junge, sportliche Männer zeigen, die oft unbekleidet sind. Im Fall der Fußballspieler haben viele darauf hingewiesen, dass die Szene mit zwei jungen Fußballspielern, von denen sich der eine verletzt auf der Schulter des anderen ausruht, während der andere zärtlich die Wunde verbindet, die intime männliche Bindung im Sport und die gegenseitige Abhängigkeit der Spieler zeigt.
Douglas Tilden war Mitglied der National Sculpture Society. Er ist auf dem  Mountain View Cemetery in Oakland, Kalifornien, begraben.

## Werk

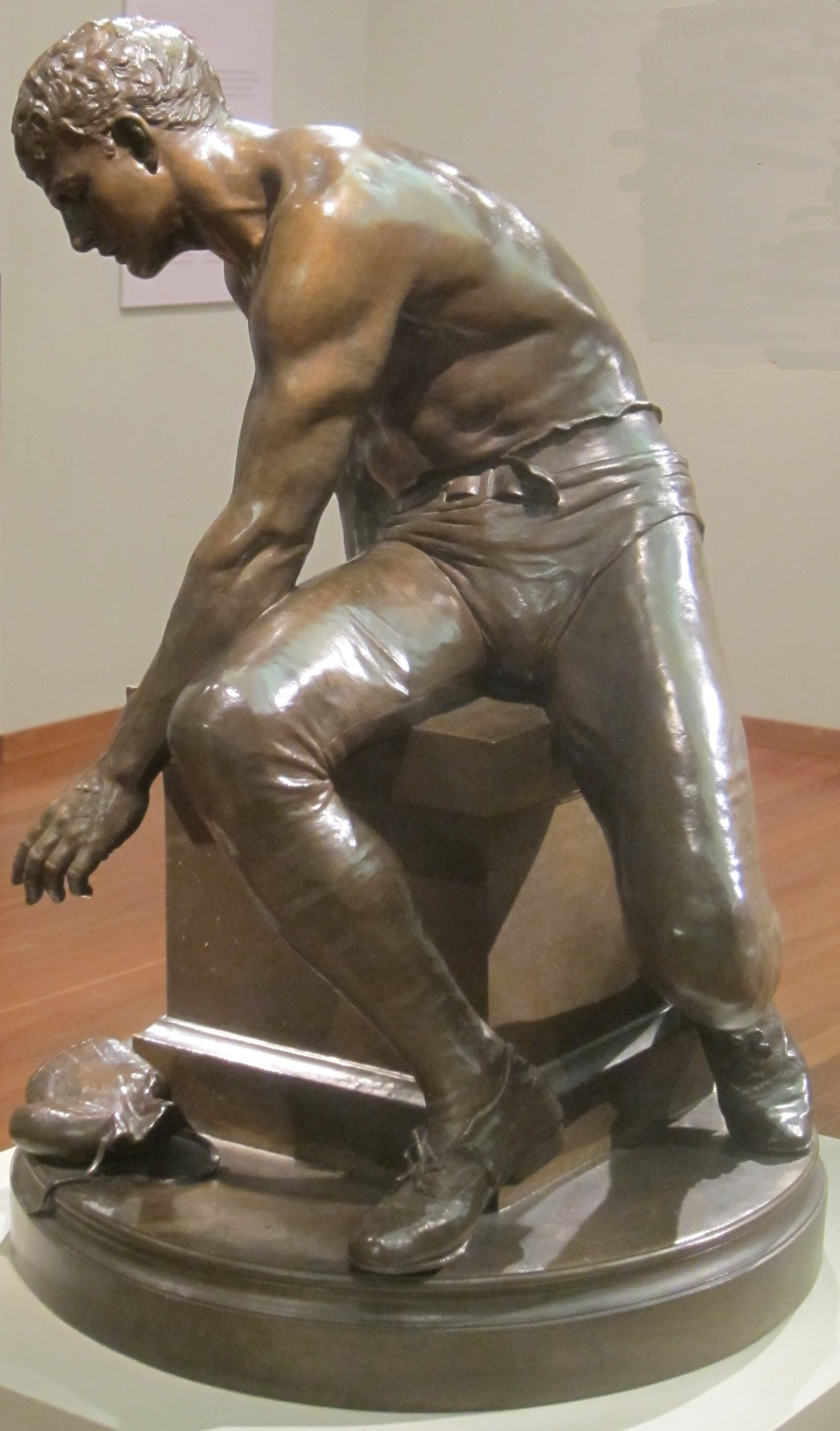
The Tired Boxer, Bronzeskulptur von Douglas Tilden, 1892. De Young Museum, San Francisco

Douglas Tildens Werke zeichnen sich durch die dynamische Darstellung von Bewegung und realistische Detailtreue aus. Häufig wählte er sportliche oder historische Motive und stellte den menschlichen Körper in kraftvollen Posen dar. Während seiner Zeit in Paris schuf Tilden mehrere bedeutende Werke. Seine Skulptur, The National Game (auch bekannt als The Baseball Player), zeigte einen Baseball-Werfer in Aktion und wurde 1889 auf dem Salon de Paris mit einer Medaille ausgezeichnet. Es folgten Werke wie The Tired Boxer (1890), The Young Acrobat (1891), The Bear Hunt (1892) und The Football Players (1893).
Nach seiner Rückkehr in die USA erhielt Tilden zahlreiche Aufträge für öffentliche Denkmäler in San Francisco. Zu seinen bekanntesten Arbeiten zählen:
- Admission Day Monument (1897): Ein Brunnen auf der Market Street, der die Aufnahme Kaliforniens in die Vereinigten Staaten feiert.
- Mechanics Monument (1901): Ebenfalls auf der Market Street gelegen, würdigt es die Arbeiterklasse und ihre Beiträge zur Gesellschaft.
- Junipero Serra (1906): Eine Statue des spanischen Missionars im Golden Gate Park.
- California Volunteers Monument (1906): Ein Denkmal zu Ehren der kalifornischen Freiwilligen im Spanisch-Amerikanischen Krieg, ebenfalls auf der Market Street.